# اسماعیل بن احمد (بازیکن فوتبال)
اسماعیل بن احمد (انگلیسی: Ismaël Benahmed؛ زادهٔ ۲۰ فوریهٔ ۱۹۸۹) بازیکن فوتبال اهل فرانسه است.